# 伊格爾·布丹
伊格爾·布丹（1980年4月22日—）是一位克羅地亞足球運動員。在場上的位置是中鋒。他現在效力於意大利足球乙級聯賽球隊斯佩齊亞足球俱樂部。他也代表克羅地亞國家足球隊參加國際賽事。